# ميدالية حملة عسكرية

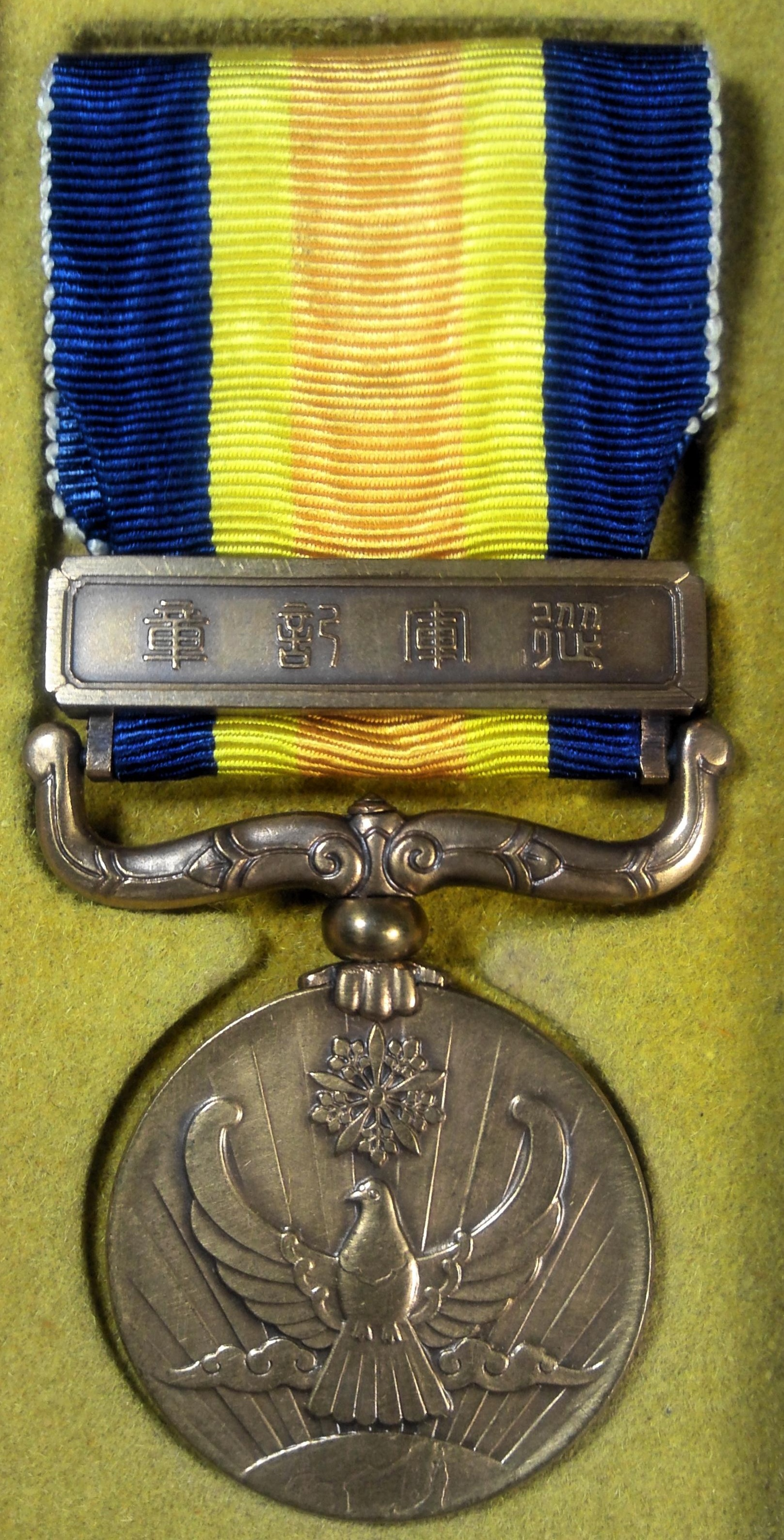

ميدالية الحملة العسكرية هي وسام عسكري يمنح لعضو في قوة مسلحة يخدم في عملية عسكرية معينة أو يؤدي واجبا في موقع جغرافي محدد. تتشابه ميداليات الحملة إلى حد كبير مع ميداليات الخدمة ولكنها تحمل مكانة أعلى حيث تتضمن الجائزة عادةً النشر في منطقة أو خدمة أجنبية في منطقة قتال.

## التاريخ
تم اختراع أوسمة الحملة لأول مرة للاعتراف بالخدمة العسكرية العامة في الحرب، على النقيض من الأوسمة الجديرة بالاهتمام التي خصصت على نطاق صغير فقط لأعمال البطولة والشجاعة. تم إصدار الحملة لأول مرة من قبل الجيش البريطاني بالميدالية الممنوحة لهزيمة الأرمادا الإسبانية، مع منح ميدالية واترلو 1815 أول ميدالية لجميع الرجال الحاضرين وميدالية الخدمة العامة العسكرية لعام 1847 هي أول ميدالية حملة «حديثة».

## ميداليات الحملة حسب البلد
- ميداليات الحملة الأسترالية
- ميداليات الحملة البريطانية
- ميداليات الحملة الكندية
- ميداليات الحملة الماليزية
- ميداليات حملة نيوزيلندا
- ميداليات حملة الفلبين
- ميداليات الحملة البولندية
- ميداليات حملة جنوب أفريقيا
- ميداليات حملة كوريا الجنوبية
- ميداليات الحملة السوفيتية
- ميداليات الحملة الاسبانية
- ميداليات حملة سريلانكا
- ميدالية الأمم المتحدة تشير إلى عدد من أوسمة الحملة
- يتم تضمين ميداليات حملة الولايات المتحدة في جوائز وأوسمة الجيش الأمريكي
- وسام الخدمة العامة لقوات الدفاع السودانية (1933)